# Einzähnige Haarschnecke

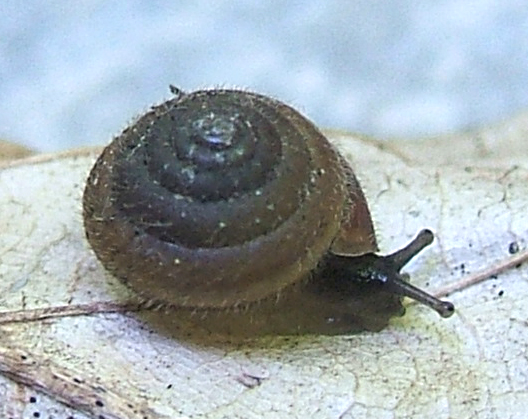
Jungtier mit Härchen auf dem Gehäuse

Die Einzähnige Haarschnecke (Trochulus unidentatus, Syn.: Petasina unidentata, Trichia unidentata) ist eine Schneckenart der Familie der Laubschnecken (Hygromiidae) aus der Ordnung der Landlungenschnecken (Stylommatophora).

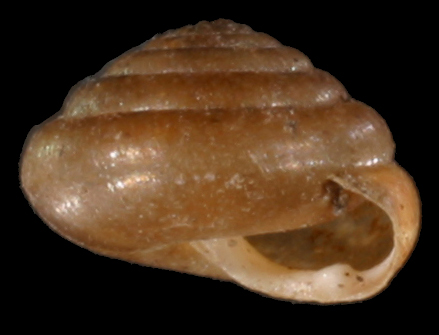
Mündungsansicht

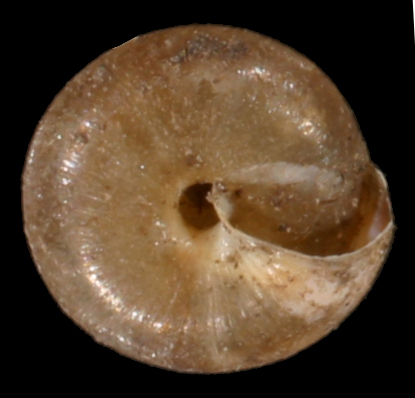
Ansicht von unten mit an der Basis und im Spindelbereich leicht umgeschlagenen Mündungsrand

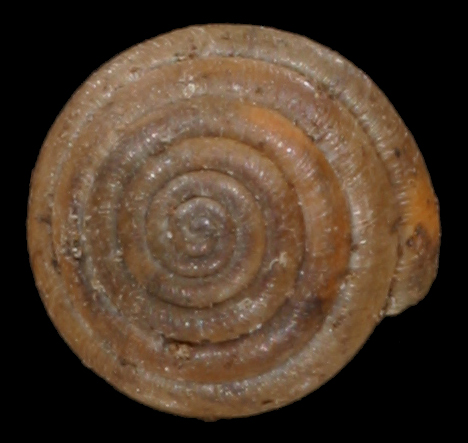
Das gehäuse von oben mit den engewickelten Windungen

## Merkmale
Das stumpf-kegelförmige Gehäuse misst 3,4 bis 6,6 mm in der Höhe und 5,1 bis 9,5 mm in der Breite (3,5 bis 6 × 5 bis 9 mm). Der Index Gehäusebreite zu -höhe beträgt 0,54 bis 0,82. Die Außenlinie des Gewindes ist leicht konvex gebogen, die Unterseite ist dagegen abgeflacht. Es sind fünf bis sieben eng gewundene und an der Peripherie gut gerundete Umgänge vorhanden. Diese sind durch eine seichte Naht voneinander abgesetzt. Der Nabel ist sehr eng; der Durchmesser des Nabel beträgt 0,2 bis 0,8 mm. Das Verhältnis Nabelbreite zu Gehäusebreite beträgt 0,03 bis 0,11. Die Mündung ist im Querschnitt elliptisch, und am unteren Rand etwas abgeflacht. Die Mündungshöhe misst 1,7 bis 3,2 mm, die Mündungsbreite 3,0 bis 5,2 mm. Der Mündungsrand läuft scharf aus und ist oben einfach, an der Basis und zunehmend zum Spindelbereich hin nach außen gebogen. Er kann leicht bis ganz über den Nabel ragen. Innen am Mündungsrand ist eine weißliche oder leicht pinkfarbene Lippe ausgebildet. Etwa in der Mitte der Basis sitzt ein starker, weißlicher Zahn. Die Gehäuseparameter variieren von Population zu Population.
Das dünnwandige Gehäuse ist hornfarben, gelblich bis rötlichbraun gefärbt und opak. Auch albinotische Gehäuse wurden schon gefunden. Gelegentlich ist auf der letzten Windung ein helles Band ausgebildet. Die Gehäuseoberfläche weist feine Anwachsstreifen in unregelmäßigen Abständen auf. Auf der Oberfläche sitzen zahlreiche, gleichmäßig verteilte, ca. 0,5 mm lange und gebogene Härchen. Bei adulten Tiere sind die Haare meist schon ausgefallen, und nur noch die Ansatzstellen der Härchen sind sichtbar.
Im männlichen Trakt des zwittrigen Genitalapparates tritt der kurze, wenig gewundene Samenleiter rechtwinklig in den Epiphallus ein. Das Flagellum erreicht etwa 2/3 der Länge des Epiphallus. Der zylindrische Epiphallus ist etwas länger als der Penis, der distal auch gebogen sein kann. Der Penisretraktormuskel setzt im Übergangsbereich von Epiphallus und Penis an. Die zylindrische Vagina ist vergleichsweise lang. Etwa mittig sitzen vier Pfeilsäcke, je ein äußerer und je ein innerer Pfeilsack. Das innere Paar erreicht den Ansatz der Glandulae mucosae. Die vier, ca. 2 mm langen Paare der Glandulae mucosae sitzen mehr proximal an der Vagina. Der Stiel der Spermathek ist leicht gewunden, die hammerförmige Spermathek liegt dem Eisamenleiter an, erreicht nicht die Albumindrüse.

### Ähnliche Arten
Die sehr ähnliche Zahnlose Haarschnecke (Trochulus edentulus) hat wie schon Trivial- und wissenschaftlicher Name ausdrücken keine Mündungsbewehrung. Die Zweizähnige Laubschnecke (Perforatella bidentata) hat dagegen zwei Zähne in der Mündung.

## Geographische Verbreitung und Lebensraum
Das Verbreitungsgebiet der Art erstreckt sich von Norditalien und der östlichen Schweiz über Deutschland, Tschechien, Österreich nach Südpolen, Slowakei und Ungarn. In Deutschland kommt die Art in den Alpen und im Voralpengebiet vor, selten auch in Sachsen, Rheinland-Pfalz und an wenigen anderen Mittelgebirgsstandorten.
Die Art lebt in feuchten bis mäßig trockenen Bergwäldern bis oberhalb der Baumgrenze, gewöhnlich zwischen 500 und 1500 m über dem Meeresspiegel, in der Schweiz auch bis 2300 m. Sie bevorzugt steinige und felsige Standorte auf kalkigem Untergrund, und ist in der Laubstreu, unter Totholz und im Gesteinsschutt, aber auch wenn auch selten in der Hochstaudenflur zu finden. Oberhalb von 1000 m werden die Gehäuse im Durchschnitt kleiner.

## Taxonomie
Die Einzähnige Haarschnecke ist in der neueren Literatur und auch auf den meisten Websites unter dem wissenschaftlichen Namen Trichia unidentata oder Petasina unidentata zu finden. Schileyko behandelt Petasina als Untergattung von Trochulus. Der Gattungsname Trichia Hartmann, 1840 ist durch Trichia de Haan, 1839 präokkupiert und zudem ein jüngeres Synonym von Trochulus Chemnitz, 1786. Ein Antrag an die Internationale Kommission für Zoologische Nomenklatur zur Bewahrung des Gattungsnamens Trichia Hartmann, 1840 scheiterte. Petasina Beck, 1847 ist ein jüngeres Synonym von Trochulus Chemnitz, 1786. Nach der taxonomischen Revision und der phylogenetischen Analyse der Gattung Trochulus durch Małgorzata Proćków kommen beide bisher zur Gattung Petasina Beck, 1837 gestellten Arten, Petasina unidentata und Petasina edentula zwischen den Arten der Gattung Trochulus zu liegen. Petasina unidentata ist dabei die Schwesterart von Trochulus bielzi und Petasina edentula ist die Schwesterart von Trochulus bakowskii. Beide Schwesternartenpaare gehören zudem völlig anderen Ästen des Trochulus-Stammbaumes an. Die Gattung Petasina ist daher polyphyletisch und auch nach der Beschränkung auf die Typusart taxonomisch nicht haltbar. Die Gattung Petasina Beck, 1847 wurde zudem von vielen Autoren in zwei oder drei Untergattungen unterteilt: Petasina (Petasina) (die Nominatuntergattung), Petasina (Edentiella) Polinski, 1929 und Petasina (Filicinella) Polinski, 1929. Auch diese Taxa sind polyphyletisch und kommen zur Untergliederung der großen Gattung Trochulus nicht in Frage. Diese neuen Ergebnisse zur Phylogenie der Gattung Trochulus scheint bisher in einigen Sekundärpublikationen nicht berücksichtigt worden zu sein, den dort findet sich die Art noch unter dem Gattungsnamen Petasina (z. B. Wiese). Der Name Petasina Beck, 1847 ist zudem äußerst problematisch, da nicht klar ist, ob es sich überhaupt um ein nach den Internationalen Regeln der Zoologischen Nomenklatur verfügbaren Namen handelt (siehe F. Welter-Schultes in AnimalBase).
Das Arttaxon unidentata war 1805 von Jacques Philippe Raymond Draparnaud als Helix unidentata aufgestellt worden. Es ist ein jüngeres Homonym von Helix unidentata Holten, 1802 (derzeit Stylodonta unidentata (Holten, 1802)), eine Schneckenart von den Seychellen. Ein jüngeres Synonym von Helix unidentata Draparnaud, 1805 ist Helix cobresiana Alten, 1812. Das Taxon war bis in die 1930er Jahre unter diesem Artnamen bekannt, bis Ehrmann (1933) den Draparnaud'schen Artnamen aufgriff. Ihm folgten alle späteren Autoren, denen die Homonymie zu Helix unidentata Holten, 1802 anscheinend nicht bekannt war. Nach Art. 23.9.5 der Internationalen Regeln für die Zoologische Nomenklatur kann die Kommission eingeschaltet werden, dass sie das jüngere Homonym auf die offizielle Liste gültiger Namen setzt, wenn beide Arten nach 1899 in verschiedenen Gattungen untergebracht waren. Dies ist aber hier nicht der Fall. Die erste Arbeit, in der Helix unidentata Holten, 1802 in einer anderen Gattung i. e. Stylodonta transferiert wurde, datiert von 1909. Auch Helix unidentata Draparnaud, 1805 wurde bis 1906 in die Gattung Helix gestellt. Der Artname unidentata kann sehr wahrscheinlich nicht mehr für diese Art benutzt werden (siehe Welter-Schultes und dort weitere zitierte Autoren). Als gültiger Ersatzname käme somit wieder Helix cobresiana Alten, 1812 in Frage.
Bisherige Autoren schieden innerhalb des Taxons Trochulus unidentatus (bzw. Petasina unidentata) bis zu sechs Unterarten aus: Petasina (Petasina) unidentata alpestris (Clessin, 1878), Petasina (Petasina) unidentata bohemica (Lozek, 1948), Petasina (Petasina) unidentata carpatica (Polinski, 1929), Petasina (Petasina) unidentata norica (Polinski, 1929), Petasina (Petasina) unidentata subalpestris (Polinski, 1929) und Petasina (Petasina) unidentata unidentata (Draparnaud, 1805). Małgorzata Proćków stellte in ihrer Revision der Gattung Trochulus  fest, dass sich die Gehäuseparameter der angeblichen Unterarten mit anderen Populationen überlappen. Sie konnte keine Charakteristika finden, die die angeblichen Unterarten zweifelsfrei unterscheidbar machen und synonymisierte die Unterarten wieder mit der Nominatunterart.
Nach Georg Kierdorf-Traut kommt die Unterart alpestris in Südtirol von 1800 bis 2200 m über dem Meeresspiegel vor, während die Nominatunterart bis etwa 1800/1900 m vorkommt. Das Gehäuse von alpestris ist etwas kleiner mit einem flacheren Gewinde. Die letzte Windung ist deutlich stumpf gekielt. Die Mündung ist dagegen weniger abgeflacht als bei der Nominatunterart.

## Gefährdung
Die Art wird in Deutschland nach der Roten Liste als stark gefährdet eingestuft. Auf das Verbreitungsgebiet insgesamt betrachtet ist die Art aber nach Einschätzung der IUCN nicht gefährdet. Österreich